# Ranunculus amerophyllus
Ranunculus amerophyllus är en ranunkelväxtart som beskrevs av F. Müll.. Ranunculus amerophyllus ingår i släktet ranunkler, och familjen ranunkelväxter. Inga underarter finns listade i Catalogue of Life.